# バラビちゃん
バラビちゃん（ラテン文字表記: Barabi-chan）は、2025年日本国際博覧会においてラトビアとリトアニアが海外パビリオンのバルト館を共同出展した際に、同館公式アンバサダーを務めるキノコの形をしたキャラクターでマスコットである。バルトの森のスピリットを表現している。

## 概要

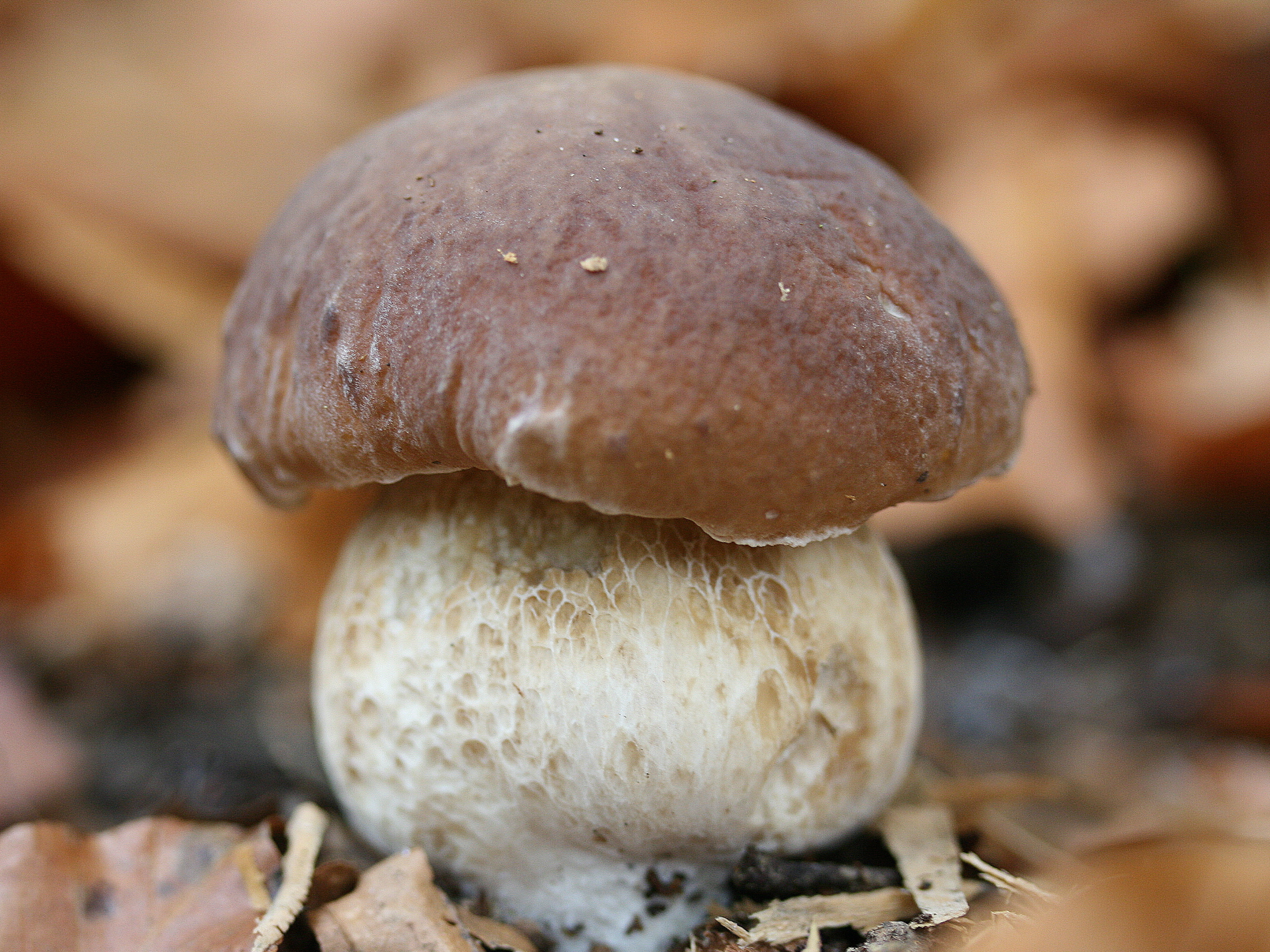
バラビちゃんのモチーフとなったバラヴィーカまたはバラヴィカスと呼ばれるキノコ

ラトビアとリトアニアの名産であるポルチーニ茸がモチーフとなっており、名称の「バラビ」はポルチーニの両国での呼称、ラトビア語ではバラヴィカまたはバラヴィーカ（Baravika）、リトアニア語でバラヴィカス（Baravykas）に由来する。ポルチーニのフォルムに太い一本眉、でっぷりとしたお腹には緑の葉を頭にたくわえるバルトで唯一自生するナッツであるヘーゼルナッツが埋め込まれた形になっているのが特徴で、人の顔をしたヘーゼルナッツの頬にはスポーツ観戦者が良くするような両国の国旗のフェイスペインティングが施されている。緑の「苔のスニーカー」を両足ともに履いており、本人は喋れることを主張している。パラビちゃんは、10代の頃から日本のアニメが好きだったというリトアニアのクリエイティブ・プロデューサーのSergej Grigorjevによってデザインされ、日本のマスコット文化に敬意を示して作られた。
リトアニアなどの地域で森に生えるキノコは野生の食材であり、森でのキノコ狩りは人々に浸透していることから、同地域の歴史と伝統文化を反映するものであり、また菌類であることから地下の菌糸を通じて森林生態系全体を結びつけており、世界中の人々すべてがつながっていることを想起するものであり、バルト館の今回のメインテーマ「We are one」にも沿っていることから採用された。多くの人が、ポルチーニは幸運をもたらすシンボルと信じている事も採用の理由となった。
2025年1月に東京でお披露目され、日本のテレビで紹介されると、今度はその日本のテレビ番組で放映されたことがラトビアのテレビのニュースとなった。
2025年5月13日、大阪・関西万博開催中に、バルト館の入口付近のフロントカウンターに置かれていた全長40センチメートルほどの万博公式マスコットであるミャクミャクのぬいぐるみが盗難被害にあった。事件化は望んでいないとして、両国は警察に被害届は出さないとしたが、ミャクミャクはバラビちゃんのフィギュアと共に飾られており、バラビちゃんは「友達」を失い「一人ぼっち」になってしまい、この事件は悲しい出来事として注目を浴びた。盗難の情報が広まると、多くの人が同館にミャクミャクのぬいぐるみ、ミャクミャクの形をした風船、万博カラーの招き猫などを次々と寄贈し始め、5月20日時点では、18体のミャクミャクがバラビちゃんと共に同館入り口に並べられているまでになった。この一連の流れはラトビアの国営テレビ「LTV」でも報じられた。